# Chisocheton koordersii
Chisocheton koordersii är en tvåhjärtbladig växtart som beskrevs av D.J. Mabberley. Chisocheton koordersii ingår i släktet Chisocheton och familjen Meliaceae. Inga underarter finns listade i Catalogue of Life.